# Lima (Illinois)
Lima es una villa ubicada en el condado de Adams en el estado estadounidense de Illinois. En el Censo de 2010 tenía una población de 163 habitantes y una densidad poblacional de 327,78 personas por km².

## Geografía
Lima se encuentra ubicada en las coordenadas 40°10′35″N 91°22′42″O / 40.17639, -91.37833. Según la Oficina del Censo de los Estados Unidos, Lima tiene una superficie total de 0.5 km², de la cual 0.5 km² corresponden a tierra firme y (0%) 0 km² es agua.

## Demografía
Según el censo de 2010, había 163 personas residiendo en Lima. La densidad de población era de 327,78 hab./km². De los 163 habitantes, Lima estaba compuesto por el 100% blancos, el 0% eran afroamericanos, el 0% eran amerindios, el 0% eran asiáticos, el 0% eran isleños del Pacífico, el 0% eran de otras razas y el 0% pertenecían a dos o más razas. Del total de la población el 0.61% eran hispanos o latinos de cualquier raza.